# Mattias Thylander
Mattias Thylander, född 22 oktober 1974, är en svensk före detta fotbollsspelare. Han representerade under sin karriär bland annat Malmö FF, AIK och Halmstads BK. Han har även gjort en A- och sex U21-landskamper för Sverige.

## Karriär

### Malmö FF
Thylander började spela fotboll i Höllvikens GIF och gick som 16-åring till Malmö FF. Han gjorde A-lagsdebut 1994. MFF blev nedflyttade från Allsvenskan säsongen 1999 och Thylander lämnade klubben i samband med detta. Han spelade totalt 85 allsvenska matcher för Malmö FF.

### AIK
I november 1999 värvades Thylander av AIK. Thylander gjorde sin allsvenska AIK-debut den 17 april 2000 i en 1–1-match mot BK Häcken, där han blev inbytt i den 60:e minuten. Säsongen 2000 spelade Thylander sex ligamatcher och fyra matcher i Svenska cupen. Säsongen 2001 spelade han 21 ligamatcher, fyra matcher i Svenska cupen samt sex matcher i Intertotocupen. Thylander gjorde även ett mål i Intertotocupen mot walesiska Carmarthen Town.

### Halmstads BK
Inför säsongen 2002 värvades Thylander, tillsammans med Sharbel Touma, till Halmstads BK. Han var inledningsvis skadad och debuterade först efter VM-uppehållet sommaren 2002 mot Malmö FF. Thylander var därefter ordinarie i laget under resten av säsongen 2002 som höger yttermittfältare och gjorde även ett mål i en bortamatch mot Djurgårdens IF. Thylander började säsongen 2003 återigen som skadad och spelade sin första match för säsongen i den tionde omgången, en match mot Malmö FF där han blev utvisad efter 17 minuter på plan. Därefter var han i stort sett ordinarie under resten av säsongen.

### Silkeborg IF
I februari 2004 gick Thylander till danska Silkeborg IF. Han hade problem med en fotskada under säsongen men skrev ändå på ett nytt kontrakt i februari 2005.

### Trelleborgs FF
I augusti 2005 värvades Thylander av Trelleborgs FF, där han skrev på ett 1,5-årskontrakt. Under säsongen 2005 hjälpte han klubben att klara sig från nedflyttning. Säsongen 2006 var Thylander med att föra upp klubben tillbaka till Allsvenskan. Thylander visade sig vara en mycket viktig pjäs som sammanhållande defensiv mittfältare i det annars mycket unga Trelleborg. Men med ålderns rätt kom en del skador och Thylle lämnade TFF efter säsongen 2009.

### Höörs IS
Inför säsongen 2010 gick Thylander till division 3-klubben Höörs IS. Han spelade 18 matcher och gjorde ett mål säsongen 2010. Thylander spelade två matcher säsongen 2011.